# Ширванський національний парк
Ширванський національний парк (азерб. Şirvan Milli Parkı) — національний парк Азербайджану, створений у 2003 році на адміністративній територій Сальянского району. Загальна площа парку становить 54,373.5 гектара (543.73 км²).

## Мета створення
Створений з метою захисту і розмноження джейранів, водоплавних птахів. Близько 4 тисяч гектарів території Ширванського національного парку становить водний басейн, а основна частина території парку має напівпустельний ландшафт.

## Флора та Фауна
Орнітологічна фауна різноманітна. На водно-болотних територіях зимують і проживають рідкісні та цінні перелітні птахи. З ссавців основу фауни становлять джейрани.